# Эрдман-Макке, Элизабет
Элизабет Эрдман-Макке (нем. Elisabeth Erdmann-Macke, урождённая Элизабет Герхардт (нем. Elisabeth Gerhardt, 11 мая 1888, Бонн — 17 марта 1978, Берлин) — жена Августа Макке, мемуаристка, писательница.

## Биография
Элизабет родилась в семье богатого боннского купца Карла Герхардта и его жены Софи. Отец Элизабет владел фармацевтической фабрикой «C. Gerhardt Fabrik & Lager chemischer Apparate». В 1903 году она познакомилась с будущим художником Августом Макке, который стал постоянным посетителем дома Герхардтов, радушных хозяев, интересовавшихся вопросами культуры.
В мае 1905 года отец Элизабет тяжело заболел, её отправили в Берн, где она жила и училась в доме офицерской вдовы. Девушка изучала французский, английский и итальянский языки, домашнее хозяйство и садоводство, брала уроки игры на фортепиано.
Отец Элизабет умер в 1907 году. 5 октября 1909 года Элизабет вышла замуж за Августа Макке, молодые поселились в Бонне, в доме, расположенном во дворе фармацевтической фабрики Герхардтов. В 1910 году у Августа и Элизабет родился первенец — Вальтер, а в 1913 году — второй сын, Вольфганг.
Знакомство Августа Макке с художником Францем Марком привело к дружбе семей Макке и Марков. Элизабет познакомилась с Францем и его второй женой Марией у Габриэлы Мюнтер в Мурнау, в год, когда велась работа над альманахом «Синий всадник». Впоследствии Макке и Марки вели между собой интенсивную переписку.
С началом войны Август Макке ушёл добровольцем на фронт, погиб в бою 26 сентября 1914 года под Суэн-Перт-ле-Юрлю. Официальное извещение о смерти мужа Элизабет получила через месяц. С 1915 года она начала работу над воспоминаниями: историей своей любви и брака, о путешествиях с Августом и встречах с его друзьями, чтобы, как она говорила, «сохранить образ отца для своих сыновей». Воспоминания Элизабет вышли в свет в 1928 году с предисловием Лотара Эрдмана под редакцией Эрнста Юнгера.
В 1916 году Элизабет вышла замуж за школьного товарища Августа — публициста Лотара Эрдмана. Семья Эрдманов переехала в берлинский район Темпельхоф в 1925 году. Во втором браке у Элизабет было трое детей. В 1927 году Элизабет потеряла старшего сына — Вальтер Макке умер от скарлатины. В 1939 году Лотар Эрдман был арестован и отправлен в концлагерь Заксенхаузен, где был убит 18 сентября того же года.
Элизабет хранила работы своего первого мужа в своём берлинском доме, и благодаря этому обстоятельству они не погибли во время войны. Она сняла копии с писем Августа, оригиналы погибли в 1943 году во время бомбёжки.
В 1948 году Элизабет переехала в Бонн. Она жила в доме Августа Макке до 1975 года и принимала активное участие в культурной жизни города. В 1962 году воспоминания Элизабет вышли отдельной книгой. В 1970-х годах Элизабет Эрдман-Макке работала над воспоминаниями о встречах с ключевыми фигурами новейшего искусства: Робером и Соней Делоне, Лионелем Фейнингером, Паулем Хиндемитом, Василием Кандинским, Паулем и Лили Клее, Францем и Марией Марк, Паулем Магаром, Гервартом Вальденом и Мэри Вигман; художественных выставках, культурной жизни и социальной обстановке преимущественно в 1905—1914 годах. Только в 2009 году 110 частей воспоминаний были опубликованы под названием «Встречи». Рукописи вместе с дневниками и перепиской Элизабет Эрдман-Макке и членов её семьи с 1905 по 1978 год хранятся в архиве Дома-музея Августа Макке в Бонне. В связи с выходом книги «Встречи» в Доме Макке прошла выставка «Моё второе я» — Август и Элизабет Макке.
Последние годы Элизабет жила со своими детьми от второго брака в Берлине. Умерла в 1978 году, не дожив до своего девяностолетия нескольких месяцев. Похоронена на боннском кладбище Альтен Фридхов.